# 藤堂高清
藤堂 高清（とうどう たかきよ、天正13年（1585年） - 寛永17年8月15日（1640年9月30日））は、安土桃山時代から江戸時代前期にかけての武将、藤堂家一門重臣。藤堂虎高の三男。通称は与右衛門。官位は従五位下、出雲守。

## 生涯
天正13年（1585年）に藤堂虎高の三男として生まれる。母は宮崎一郎左衛門の娘で、藤堂高虎の異母弟にあたる。妻は仙石秀久の娘である。
慶長7年（1602年）に板島城内で元服し、異母兄の藤堂高虎の旧称である与右衛門を継ぎ、5000石を与えられる。慶長19年（1614年）の大坂冬の陣で初陣し、高虎から右中軍を任されて16騎の侍組、雑兵併せて300人ほどを指揮し、真田丸の攻防戦では銃弾を股に受けるほど奮戦した。翌年の大坂夏の陣では伊賀名張城の城代を命じられ、留守を任されるが、高清は高虎の命令に反し、密かに数名の家臣を引き連れて、河内千塚で高虎に参陣を願ったが許されなかった。それでも、同じく無断で出陣してきた弟の藤堂正高と共に八尾の戦いに高虎の許可なしで参陣し、50の首級を得る大活躍をした。戦後、高虎から功績は認められず、命令違反を問われ所領は没収され、伊勢三ヶ野村に蟄居させられる。元和5年（1619年）に罪を許され伊賀上野城の城代となった。その後、よく宗家を補佐し、寛永17年（1640年）の8月15日に没した。遺体は伊賀上野の長者屋敷に葬られた。

## 子孫
- 津藩の藩主は、高虎の男系子孫としては5代藤堂高敏をもって絶えたため、高清の曾孫に当たる藤堂高治が養子となって6代藩主を継ぎ、その後の系統は高清の男系子孫が継ぐことになる。

## 逸話
- 慶長5年（1600年）、関ヶ原の戦いの際、西軍側から板島城に高清を人質に出せとの使者がきた。その時、高虎が不在ということもあり、板島城内は要求に応じるか否かで議論になった。高清はこれを聞いて助けを求めに城を抜け出て、兄・高虎の古参家臣である服部大夫康次の屋敷に避難した。康次は高清が自分を頼ってきたことを甚だ喜び、城中に乗り込んで留守居役を一喝し、高清の人質を拒否するように城内をまとめた。これによって、高清は人質の難を免れたといわれている。